# Musée des arts décoratifs
Il Musée des Arts Décoratifs (Museo delle arti decorative), è un museo di arti decorative e disegno, ubicato nel Palazzo del Louvre, ala occidentale, noto come Pavillon de Marsan, al 107 rue de Rivoli, nel I arrondissement di Parigi. 
Il museo ospita anche mostre di moda, pubblicità, arti grafiche e collezioni, in parte provenienti dai precedenti separati, ma ora chiusi, Musée de la Publicité e Musée de la mode et du textile.

## Collezione
La collezione del museo, ricca di 1 500 000 oggetti e opere d'arte, è stata fondata nel 1905 da membri della Union des Arts Décoratifs guidati dall'architetto Gaston Redon. Espone mobili, interior design, pale d'altare, dipinti religiosi, "objets d'arts", arazzi, carta da parati, ceramiche e articoli di vetro, oltre a giocattoli, dal Medioevo ai giorni nostri..
La collezione è composta principalmente da mobili francesi, stoviglie, tappeti come quelli di Aubusson, porcellane come quella del Manufacture nationale de Sèvres, e un gran numero di pezzi di vetro di René Lalique, Émile Gallé e molti altri. Comprende numerose opere negli stili Art Nouveau e Art déco ed esempi moderni di designer come Eileen Gray e Charlotte Perriand. Tuttavia, le opere più antiche del museo risalgono all'Europa del XIII secolo.
D'interesse per il pubblico sono le camere d'epoca. Gli esempi includono parte della casa di Jeanne Lanvin (decorata da Albert-Armand Rateau [1884-1938] nei primi anni 1920) al 16 di rue Barbet-de-Jouy a Parigi. Altre sono la sala da pranzo dell'artista grafico Eugène Grasset del 1880 e il Gabinetto d'oro di Avignone del 1752.  E, peculiare per un museo francese, c'è la camera da letto, del 1875, della cortigiana Lucie Émilie Delabigne, presumibilmente ispirata al personaggio principale del romanzo di Émile Zola, Nana (1880).
C'è un soffitto, molto caratteristico, che un tempo apparteneva a Jeanne Baptiste d'Albert de Luynes, amante di Vittorio Amedeo II di Savoia.

## Mostre
Alcune delle numerose mostre del museo sono state di grande interesse. Yvonne Brunhammer, curatrice e poi direttrice del museo per oltre quarant'anni, dai primi anni '50 e colei che riscoprì Eileen Gray, organizzò la mostra del 1966, "Les Années '25': Art Déco/Bauhaus/Stijl Esprit Nouveau". La mostra servì a coniare "Art déco", il termine che venne a descrivere il design tra le guerre mondiali, in particolare il design moderno francese.
Il museo rivaleggia con venerabili istituzioni incentrate sulle arti decorative e il design come il più internazionale Victoria and Albert Museum di Londra e fece da ispirazione per la collezione delle sorelle Hewitt nel Cooper Union (l'antenato del non più affiliato Cooper-Hewitt National Design Museum) di New York City. Tuttavia, a causa di un gran numero di mostre di belle arti, pubblicità, moda e design realizzate nel museo di Parigi, il suo focus è stato diluito e ha fatto sì che il suo nome, Musée des "Art Decoratifs", fosse un termine improprio. Così, il suo nome, per l'uso popolare, divenne MAD (mode, arts, design) nel gennaio 2016, anche se l'acronimo è lo stesso del MAD (Museum of Arts and Design) di New York City.

## Ristrutturazione
Il Musée des Arts Décoratifs chiuse nel 1996 a causa di una ristrutturazione dell'edificio e di circa 6.000 opere della collezione; la ristrutturazione costò 35 milioni di euro. Il museo riaprì al pubblico il 15 settembre 2006. Béatrice Salmon, per anni direttrice e sorvegliante del restauro, ha definito la collezione "la storia del gusto francese e delle arti decorative e del design in Francia" e ha suggerito: "Le persone [in Francia ] capiscono come relazionarsi a dipinti e sculture in un museo, ma non sanno come interpretare gli oggetti".
Pierre-Alexis Dumas, il capo di Hermès International e presidente della Fondation Hermès, venne eletto presidente nel 2015, succedendo a Bruno Roger.